# パラサイト (DCコミックス)
パラサイト（英: Parasite）は、DCコミックスの出版するアメリカン・コミックス『スーパーマン』に登場する架空のスーパーヴィラン。ジム・シューターによって創造され、1966年の"Action Comics #340"で初登場した。触れた相手の能力を吸い取る能力を持つ。

## 他のメディア

### ドラマ
ヤング・スーパーマン（2001年-2011年）
演 - ブレンダン・フレッチャー
SUPERGIRL/スーパーガール（2015年-現在）
演 - ウィリアム・メイポーザー

### アニメ

#### テレビ・ウェブ
スーパーマン (アニメ)（1996年-2000年）
声 - ブライオン・ジェームズ
ジャスティス・リーグ (アニメ)（2001年-2004年）
声 - ブライアン・ジョージ / 柳沢栄治
ヤング・ジャスティス (アニメ)（2010年-現在）
声 - アダム・ボールドウィン
ジャスティス・リーグ・アクション（2016年-2018年）
声 - マックス・ミッテルマン
DCスーパーヒーロー・ガールズ（2015年-現在）
声 - トム・ケニー

#### 長編アニメ
オールスター・スーパーマン (アニメ)（2011年）
声 - マイケル・ガフ
DCスーパーヒーロー・ガールズ:ヒーロー・オブ・ザ・イヤー（2016年）
声 - トム・ケニー

### ゲーム
スーパーマン64（1999年）
LEGO バットマン3 ザ・ゲーム ゴッサムから宇宙へ（2014年）
声 - トラヴィス・ウィリン
レゴ®DCスーパーヴィランズ (2018年)